# Популино
Популино — деревня в Чухломском муниципальном районе Костромской области. Входит в состав Повалихинского сельского поселения

## География
Находится в северной части Костромской области на расстоянии приблизительно 20 км на восток-северо-восток по прямой от города Чухлома, административного центра района.

## История
Деревня фигурирует на карте 1800 года. В 1872 году здесь было учтено 10 дворов, в 1907 году — 10.

## Население
Постоянное население составляло 51 человек (1872 год), 46 (1897), 48 (1907), 3 в 2002 году (русские 100 %), 0 в 2022.